# Diócesis de Tuy-Vigo
La diócesis de Tuy-Vigo (en latín: Dioecesis Tudensis-Vicensis y en gallego: Diocese de Tui-Vigo) es una circunscripción eclesiástica de la Iglesia católica en España. Se trata de una diócesis latina, sufragánea de la archidiócesis de Santiago de Compostela. Desde el 20 de julio de 2024 su obispo es Antonio Valín Valdés.

## Territorio y organización

División eclesiástica de Galicia. Muchos de sus arciprestazgos hacen referencia a entidades étnicas prerromanas, como Nemancos, Céltigos, Entíns o Posmarcos

La diócesis tiene 1728 km² y extiende su jurisdicción sobre los fieles católicos de rito latino residentes en la parte meridional de la comunidad autónoma de Galicia, comprendiendo poco menos de la mitad sur de la provincia de Pontevedra. La diócesis incluye, total o parcialmente, 27 municipios: Arbo, Bayona, La Cañiza, Covelo, Crecente, Fornelos de Montes, Gondomar, La Guardia, La Lama (parte), Mondariz, Mondariz-Balneario, Mos, Las Nieves, Nigrán, Oya, Pazos de Borbén, Porriño, Puenteareas, Puentecaldelas (parte), Redondela, El Rosal, Salceda de Caselas, Salvatierra de Miño, Sotomayor, Tomiño, Tuy y Vigo.

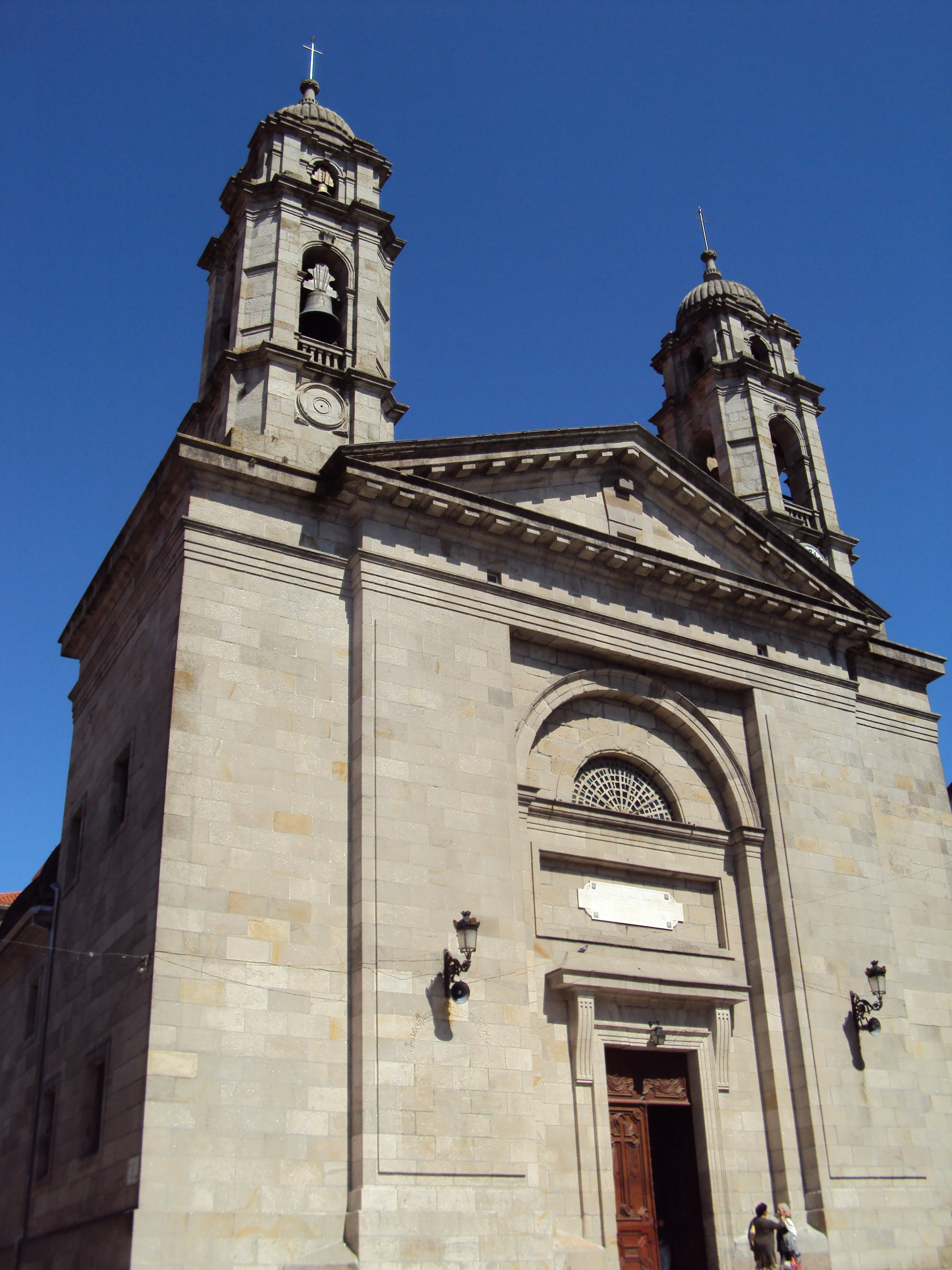
Concatedral de Santa María, en Vigo

La sede de la diócesis se encuentra en la ciudad de Tuy, en donde se halla la Catedral de Santa María, que se inició en 1120 y fue consagrada hasta 1225. En Vigo se encuentra la residencia del obispo y la Concatedral de Santa María, construida en 1816.

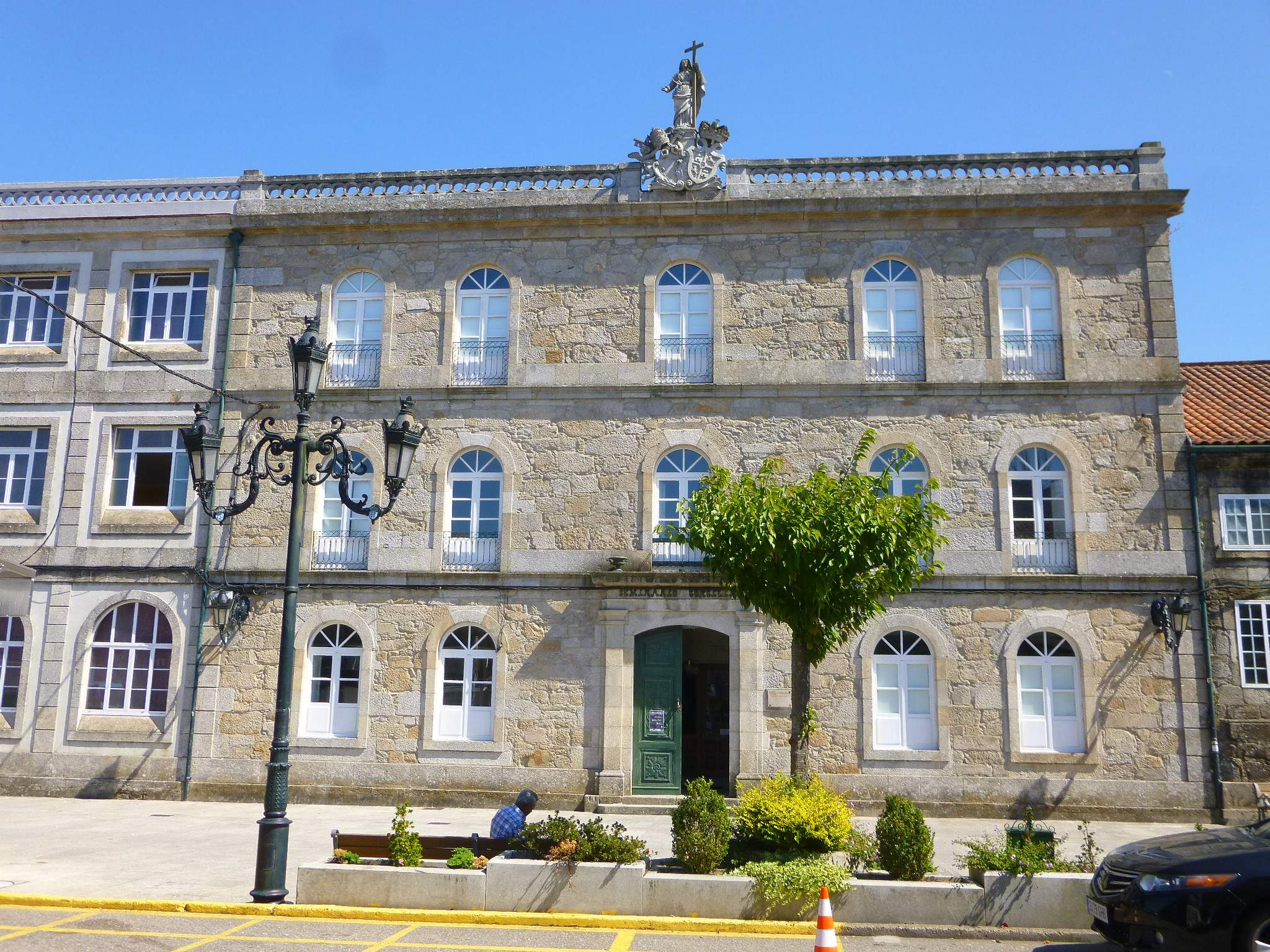
Seminario diocesano de Tuy

En 2020 en la diócesis existían 276 parroquias agrupadas en 17 arciprestazgos
En la diócesis la cruz es objeto de especial veneración (hay un sinfín de "cruceiros" repartidos por todo el territorio, la cruz suele estar presente en los numerosísimos hórreos, etc.). También hay que señalar la arraigada devoción marinera al Cristo de la Victoria (Vigo) y al Cristo de Bouzas (Vigo). La importancia del culto a la Virgen del Carmen y al propio San Telmo son un claro reflejo de la importancia del mar en este territorio.

## Historia
La diócesis de Tuy fue erigida en el siglo VI. La tradición, sin embargo, dice que erigida en la época romana por san Pedro de Rates, discípulo del apóstol Santiago. También la tradición sitúa a dos obispos, de los que no hay testimonios históricos, en la segunda mitad del siglo I: san Epitacio y san Evasio. Originalmente, la sede era sufragánea de la archidiócesis de Braga.
Como las demás diócesis gallegas (excepto Santiago de Compostela), se localiza Tuy junto al río Miño, que forma la ribera sagrada (Ribeira Sacra), de tanta influencia en la historia de Galicia, eminentemente eclesiástica y con una rica vida monástica que realiza la cultura y el arte gallegos.
Recibió una fuerte influencia de las formas religioso-culturales de la Gallaecia bracarense, sobre todo por la acción y los escritos de dos grandes obispos de Braga: san Martín de Dumio y san Fructuoso de Braga. Sin embargo, el obispo Anila firmó en el Segundo concilio de Braga en 572 como tudense y perteneciente a la diócesis de Lugo. En el 585, Galicia pasó a formar parte de la Hispania visigoda, al apoderarse Leovigildo del reino suevo. El obispo Neufila fue perseguido y depuesto por el rey, quien introdujo en la sede al obispo arriano Gardingo, el cual abjuró de la herejía en el III Concilio de Toledo (589) y continuó como tudense. Con el obispo Genetivo, en el Tercer Concilio de Braga (675), Tuy se unió de nuevo a la diócesis de Braga.
Con la invasión musulmana de principios del siglo VIII, la diócesis quedó abandonada desde el 714 al 915, y sus obispos, con el título tudense, residían en Iria Flavia hasta el 882 o quizás hasta el 914. Alfonso I reconquistó la ciudad y, bajo el reinado de Ordoño II, se restableció la sede con Hermigio (915-925), que fue hecho prisionero en la batalla de Valdejunquera. Su sobrino Pelayo, muerto en Córdoba y considerado mártir por la Iglesia católica, goza de gran veneración en las tierras gallegas. El obispo Alfonso, en 1012, fue llevado cautivo tras la invasión vikinga al mando de Olaf (después san Olaf, una vez convertido). El rey Alfonso V expulsó a los normandos y el 29 de octubre de 1024 unió la sede tudense a la de Santiago de Compostela, hasta 1069, cuando fue restaurada por García II de Galicia, nombrando como obispo a Jorge, quien estableció la catedral en el monasterio de San Bartolomé. Además, en 1095, Raimundo de Borgoña, conde de Galicia, concedió el señorío de la ciudad al obispo Auderico.
El 27 de febrero de 1120 pasó a formar parte de la provincia eclesiástica de la archidiócesis de Santiago de Compostela.
Fernando II de León recuperó la ciudad en 1170 del dominio portugués y la trasladó del barrio de San Bartolomé al lugar actual, dándole fueros y convirtiéndola en fortaleza; comenzó también la reconstrucción de la catedral de Santa María, que terminó Fernando III el Santo y consagró el obispo Esteban Egea, en 1232. El obispo Lucas (1239-1249) destacó por su gran erudición y piedad, autor entre otras obras de un Cronicón de España. Siendo obispo Juan Ramírez de Guzmán (1391-1394), Juan I de Portugal anexionó de nuevo la ciudad de Tuy y se originaron largos conflictos de jurisdicción civil y eclesiástica (que agravó el Cisma de Occidente), en los que intervinieron los papas (especialmente Martín V y Eugenio IV) y finalmente los Reyes Católicos. Son célebres las luchas entre el legendario Pedro Madruga, conde de Camiña, y los obispos Luis de Pimentel y Diego de Muros.
Bartolomé Molino (1583-1589) fue otro obispo de renombre en la diócesis, llamado «padre de los pobres», por la protección dispensada a sus diocesanos, y se enfrentó a la piratería de Drake en la costa de Bayona y Vigo. En el siglo xvii]] destacaron los obispos Prudencio de Sandoval, cronista del rey de Castilla, que escribió una obra sobre la Antigüedad de la ciudad e iglesia de Tuy y de sus obispos; y Juan García de Valdemora, gran promotor de la cultura, fundador del colegio de Tuy en Alcalá de Henares. En la Edad Moderna, la diócesis tudense superó sus seculares luchas.
A finales del siglo XIV la parte portuguesa de la diócesis, llamada "comarca eclesiástica de Valença", adquirió cierta autonomía eclesiástica con el nombramiento de administradores, que a menudo tenían carácter episcopal y el título de "obispos de Tuy en la parte portuguesa". En 1421 ese territorio fue anexado a la naciente diócesis de Ceuta y permaneció allí unido hasta 1512, cuando pasó a la archidiócesis de Braga.
El 17 de octubre de 1954, en virtud del decreto Quum sollemnibus de la Congregación Consistorial, se revisaron los límites de la diócesis para hacerlos coincidir con los de la provincia civil, en aplicación del concordato entre la Santa Sede y el Gobierno español de 1953. La diócesis de Tuy vio reducido su territorio debido al traspaso de 12 parroquias y los territorios de Desteriz y Padrenda a la diócesis de Orense.
El 9 de marzo de 1959 tomó el nombre de diócesis de Tuy-Vigo en virtud de la bula Quemadmodum impiger del papa Juan XXIII. El 5 de octubre de 1984 la ciudad adoptó oficialmente la grafía gallega de su nombre, que pasó así de Tuy a Tui.

## Estadísticas
Según el Anuario Pontificio 2021 la diócesis tenía a fines de 2020 un total de 530 820 fieles bautizados.
| Año                                                                             | Población            | Población | Población      | Sacerdotes | Sacerdotes    | Sacerdotes    | Bautizados por sacerdote | Diáconos permanentes | Religiosos | Religiosos | Parroquias |
| Año                                                                             | Bautizados católicos | Total     | % de católicos | Total      | Clero secular | Clero regular | Bautizados por sacerdote | Diáconos permanentes | Varones    | Mujeres    | Parroquias |
| ------------------------------------------------------------------------------- | -------------------- | --------- | -------------- | ---------- | ------------- | ------------- | ------------------------ | -------------------- | ---------- | ---------- | ---------- |
| 1950                                                                            | 350 000              | 350 125   | 100.0          | 374        | 280           | 94            | 935                      |                      | 256        | 374        | 268        |
| 1969                                                                            | 337 800              | 337 900   | 100.0          | 350        | 275           | 75            | 965                      |                      | 418        | 585        | 192        |
| 1980                                                                            | 454 000              | 456 000   | 99.6           | 356        | 254           | 102           | 1275                     |                      | 185        | 691        | 272        |
| 1990                                                                            | 495 000              | 498 000   | 99.4           | 328        | 235           | 93            | 1509                     |                      | 190        | 547        | 272        |
| 1999                                                                            | 501 600              | 516 600   | 97.1           | 317        | 237           | 80            | 1582                     |                      | 132        | 508        | 276        |
| 2000                                                                            | 501 700              | 516 700   | 97.1           | 307        | 234           | 73            | 1634                     |                      | 138        | 489        | 276        |
| 2001                                                                            | 500 000              | 504 198   | 99.2           | 308        | 232           | 76            | 1623                     |                      | 128        | 478        | 276        |
| 2002                                                                            | 506 000              | 520 000   | 97.3           | 305        | 231           | 74            | 1659                     |                      | 131        | 456        | 276        |
| 2003                                                                            | 502 000              | 514 999   | 97.5           | 278        | 207           | 71            | 1805                     |                      | 124        | 432        | 276        |
| 2004                                                                            | 500 000              | 517 658   | 96.6           | 294        | 222           | 72            | 1700                     |                      | 116        | 437        | 276        |
| 2010                                                                            | 532 459              | 560 000   | 95.1           | 270        | 209           | 61            | 1972                     | 3                    | 114        | 436        | 276        |
| 2014                                                                            | 533 800              | 562 200   | 94.9           | 254        | 195           | 59            | 2101                     | 2                    | 102        | 370        | 275        |
| 2017                                                                            | 530 600              | 559 600   | 94.8           | 280        | 185           | 95            | 1895                     | 4                    | 149        | 273        | 276        |
| 2020                                                                            | 530 820              | 567 650   | 93.5           | 228        | 182           | 46            | 2328                     | 4                    | 73         | 276        | 276        |
| Fuente: Catholic-Hierarchy, que a su vez toma los datos del Anuario Pontificio. |                      |           |                |            |               |               |                          |                      |            |            |            |

Según cifras oficiales, 8 seminaristas se formaron durante el curso 2017-2018 en el Seminario Mayor diocesano.